# 274 Puppis
274 Puppis (r Puppis) é uma estrela na direção da Puppis. Possui uma ascensão reta de 08h 13m 29.52s e uma declinação de −35° 53′ 58.4″. Sua magnitude aparente é igual a 4.78. Considerando sua distância de 979 anos-luz em relação à Terra, sua magnitude absoluta é igual a −2.61. Pertence à classe espectral B2ne. É uma estrela variável Gamma Cassiopeiae.